# Nerva (Espanha)
Nerva é um município da Espanha na província de Huelva, comunidade autónoma da Andaluzia, de área 55,27 km² com população de 6051 habitantes (2004) e densidade populacional de 109,48 hab/km².

## Demografia
| Variação demográfica do município entre 1991 e 2004 | Variação demográfica do município entre 1991 e 2004 | Variação demográfica do município entre 1991 e 2004 | Variação demográfica do município entre 1991 e 2004 |
| --------------------------------------------------- | --------------------------------------------------- | --------------------------------------------------- | --------------------------------------------------- |
| 1991                                                | 1996                                                | 2001                                                | 2004                                                |
| 6962                                                | 6594                                                | 6075                                                | 6051                                                |